# Dissomeria
Dissomeria é um género botânico pertencente à família Salicaceae.